# Сорга
Сорга, Сорґа (італ. Sorgà, вен. Sorgà) — муніципалітет в Італії, у регіоні Венето,  провінція Верона.
Сорга розташована на відстані близько 390 км на північ від Рима, 110 км на захід від Венеції, 25 км на південь від Верони.
Населення — 3070 осіб (2014).
Щорічний фестиваль відбувається 8 вересня. 

## Демографія
Населення за роками:

Станом на 1 січня 2023 року в муніципалітеті офіційно проживало 535 іноземців з 30 країн, серед них 187 громадян країн Євросоюзу та 6 громадян України.

## Сусідні муніципалітети
- Бігарелло
- Кастель-д'Аріо
- Кастельбельфорте
- Ербе
- Гаццо-Веронезе
- Ногара
- Віллімпента